# Neoblepharella
Neoblepharella là một chi bọ cánh cứng trong họ Chrysomelidae.
Chi này được miêu tả khoa học năm 2008 bởi Özdikmen.

## Các loài
Chi này gồm các loài:
- Neoblepharella basalis (Baly, 1862)